# بروس سكوت
بروس سكوت (بالإنجليزية: Bruce Scott)‏ (16 أغسطس 1969 بجامايكا - ) هو ملاكم جامايكي، صنّف ضمن فئة الوزن الثقيل الخفيف ‏ ووزن الكروزر (ملاكمة).

## إحصائيات
خاض خلال مسيرته 37 نزالا.

## روابط خارجية
- بروس سكوت على موقع بوكس ريك (الإنجليزية) (registration required)